# Berthe Morisot con il ventaglio
Berthe Morisot con il ventaglio (Berthe Morisot à l'éventail) è un dipinto del pittore francese Édouard Manet, realizzato nel 1872 e conservato alla museo d'Orsay di Parigi.

## Descrizione
Berthe Morisot fu una donna che entrò tumultuosamente sia nella vita privata che nell'atelier di Manet. L'autobiografia artistica del pittore, in effetti, è costellata di quadri che raffigurano la sua giovane amica, che viene esaltata in Berthe Morisot con un mazzo di violette, dove appare per l'appunto ornata da un mazzo di violette, o proprio in Berthe Morisot con il ventaglio, quadro dalle finalità domestiche (non era destinato all'ufficialità del Salon) e per questo motivo straordinariamente spontaneo.
Con questo dipinto Manet ci consegna un momento di intima tranquillità trascorso con Berthe, che appare vestita con un elegante veste nera e un paio di scarpe chiare. La giovane fanciulla si sta nascondendo il viso con un ventaglio, che tuttavia lascia intravedere nella sua parte inferiore i suoi occhi: l'oggetto, dunque, cela Berthe solo parzialmente, ed è in questo modo che Manet ci restituisce una palpabile complicità con la sua giovane amica, che descrive solo nei tratti essenziali, rinunciando dunque ai dettagli secondari.
Pur denotando una grande rapidità d'esecuzione, Berthe Morisot con il ventaglio presenta un'impalcatura cromatica e strutturale assai sapientemente calibrata. L'impasto nero della veste della Morisot, infatti, si stacca violentemente dallo sfondo monocromo rosso, illuminato da una luce artificiale che inonda anche il viso della ragazza, generando così un effetto notturno, innaturale e quasi fiabesco: lo stesso si può dire per i piedi di Berthe e per le gambe e la spalliera della sedia. Dal punto di vista strutturale, invece, la composizione si articola sulla diagonale della gamba accavallata della Morisot, che costringe l'osservatore a risalire l'intera figura, partendo dalla punta dai piedi e arrivando al viso. Manet ottiene quest'effetto anche lasciando vuoto lo spazio alla destra della figura.